# Мороз Олександр Сергійович
Олекса́ндр Сергі́йович Моро́з — майор Збройних сил України, учасник російсько-української війни.

## Життєпис
Батько його, Сергій Ілліч, військовий, об'їздив чимало гарнізонів СРСР. Закінчив навчання в Харківському танковому інституті. В 1-й танковій бригаді з 2005 року.
12 лютого 2015 року, під час боїв за Дебальцеве, рота 1-ї танкової бригади капітана Олександра Мороза була направлена в район Логвинового. В ній з п'яти танків Т-64БМ «Булат» на завдання вийшли три. Навідник у танку Олександра — старший сержант Федір Матюша. Танки вийшли з села Луганського і прикривали лівий фланг сил 30-ї бригади, що йшли на Логвинове. Українські танкісти у 20-хвилинному бою ліквідували щонайменш 3 російських Т-72 5-ї танкової бригади РФ.
Восени 2015 року вже у званні майора був призначений командиром 3-го танкового батальйону у складі 1-ї бригади. За неперевіреними даними, у грудні 2015 року був призначений командиром відновленої 62-ї омбр.
За значні успіхи у захисті Батьківщини Мороз О.С  був нагороджений орденом Богдана Хмельницького 2 ступеня.

## Нагороди
«За особисту мужність і героїзм, виявлені у захисті державного суверенітету та територіальної цілісності України, вірність військовій присязі під час російсько-української війни» нагороджений:
- орденом Богдана Хмельницького III ступеня (4.12.2014).
- орденом Богдана Хмельницького II ступеня (21 березня 2016)[3]

## У мистецтві
У 2016 році військова журналістка Вікторія Ясинська представила серію фотопортретів під назвою «Портрет солдата», один з моделей якої став майор Мороз. Виставка була представлена у багатьох містах України: Полтаві, Житомирі, Києві, рідному Чернігові та інших. Пізніше на основі цього фотопортрету українська художниця, яка займається реконструкцією портретів історичних діячів, Наталя Павлусенко, зробила портрет прославленого козацького ватажка Северина Наливайка.